# Champions Legion
Champions Legion (estilizado como CL) é um jogo eletrônico de MOBA desenvolvido e publicado pela Studio Trois Private Limited para smartphones.
Atualmente, possuí apenas no Google Play, uma avaliação 4,3 de 5 estrelas (175 mil usuários) e mais de 5 milhões de downloads.

## Histórico
O servidor da versão beta fechado foi liberado no Google Play em 19 de dezembro de 2019. 
Em 10 de março de 2020, foi disponível a versão beta aberto. Ainda na fase de testes, em 8 de agosto de 2020 a Studio Trois firmou uma parceria com a Garena onde os jogadores do Free Fire foram convidados para jogar o jogo em troca de prêmios.
Com o sucesso da parceria com a Garena, o jogo teve lançamento oficial em 10 de agosto de 2020 com enorme crescimento no número de jogadores.
Em 25 de maio de 2021, a Studio Trois anunciou que irá descontinuar o CL em 24 de agosto do mesmo ano devido a diminuição no número de jogadores.

## Jogabilidade
Champions Legion se destaca no Brasil em seu gênero por ser totalmente em português, tanto na interface quanto nas dublagens de seus personagens, o que facilita muito sua jogabilidade para iniciantes. Além disso, também é um aplicativo leve para instalar no celular e gratuito para jogar.
Há 41 personagens que são chamados de heróis e cada um tem uma classe, são  elas de atiradores, assassinos, guerreiros, magos, suportes e tanques. Por causa disso, cada herói tem um papel que precisa ser desempenhado durante a partida, eles já vem com três habilidades únicas e ainda pode-se escolher uma outra habilidade extra que se chama feitiço. São dez feitiços no total e que podem dar buffs, debuffs, curas e utilidades. Há ainda um minimapa no lado superior esquerdo da tela.

### Modos
- Partida rápida: Nesse modo jogam 5 jogadores em cada equipe divididos por 3 rotas, mais a selva que as cerca e onde encontram-se criaturas que dão buffs. Cada lado tem 3 torres que protegem um Núcleo Mítico, o objetivo é derrubar elas eliminando os soldados e os heróis adversários até chegar ao núcleo e destruí-lo para conquistar a vitória.
- Partida ranqueada: É igual a partida rápida, com a diferença de que há um level de ranque que vai do ferro ao diamante, ganhando recompensas ao final de cada temporada.
- Modo caótico: Nesse modo há apenas uma rota onde se enfrentam 5 heróis de cada lado, escolhidos de forma aleatória. Só se pode comprar itens na base de início da partida, após sair dela também não poderá recuperar saúde ou mana, a não ser que seja eliminado e retorne para lá. Diferente dos outros modos, há um local onde surge um buff por vez, de dano, vida ou recarga, e só o herói mais rápido e atencioso os pega. Se os Núcleos Míticos não forem destruídos em 10 minutos, eles se transformam em Sentinelas Divinas e caminham até o centro da rota para lutarem entre si, sendo ajudados pelos heróis, vencendo a equipe que destruir primeiro.

### Parceiros e equipamentos
Além de um herói a cada partida, o jogador tem direito a um parceiro. Esse parceiro é um pet, são vários para escolher e cada um deles tem uma habilidade única que fortalece e ajuda o herói durante cada batalha. Os pets também contam com as pérolas do parceiro, que são divididas entre duas Paixão (vermelha), duas Eremita (verde) e duas Revelação (azul), são muitas para escolher e cada uma com buffs diferentes. 
Os equipamentos são os itens para formar a Build de cada herói, são divididos por itens de ataque, defesa, magia, movimento, selva e suporte. 